# Ленино (Тверская область)
Ле́нино — деревня в Селижаровском районе Тверской области. Входит в состав Елецкого сельского поселения.
Расположена в 33 километрах к юго-востоку от районного центра Селижарово, в 3 км от села Ельцы на левом берегу Волги. К северу от деревни (1,5 км) проходит автодорога «Ржев—Селижарово—Осташков».
На Волге, выше деревни, — Бенские пороги. За рекой напротив — деревня Сеитово.

## Население
| 2010 |
| ---- |
| 8    |

## История
В Списке населенных мест Тверской губернии на 1859 год в Ржевском уезде значится казённая деревня Ленина, при реке Волге в 60 верстах от уездного города, 25 дворов, 239 жителей.
Во второй половине XIX — начале XX века деревня Ленино относилась к Елецкому приходу и волости Ржевского уезда. В 1914 году в деревне 56 дворов, 274 жителя.
В 1970-80-е годы деревня в составе колхоза «Россия».
В 1997 году в деревне Ленино Елецкого сельского округа, 16 хозяйств, 32 жителя.